# Zawada (powiat prudnicki)
Zawada (dodatkowa nazwa w j. niem. Zowade) – wieś w Polsce, położona w województwie opolskim, w powiecie prudnickim, w gminie Głogówek. Historycznie leży na Górnym Śląsku, na ziemi prudnickiej. Położona jest na terenie Równiny Niemodlińskiej, będącej częścią Niziny Śląskiej.
W latach 1975–1998 miejscowość należała administracyjnie do ówczesnego województwa opolskiego.
Według danych na 2011 wieś była zamieszkana przez 414 osób.
Przysiółkami wsi są But, Golczowice, Mucków i Sysłów.

## Geografia

### Położenie
Wieś jest położona w południowo-zachodniej Polsce, w województwie opolskim, około 13 km od granicy z Czechami, na Równinie Niemodlińskiej, tuż przy granicy powiatu prudnickiego z powiatem krapkowickim (gmina Strzeleczki). Należy do Euroregionu Pradziad.

### Środowisko naturalne
W Zawadzie panuje klimat umiarkowany ciepły. Średnia temperatura roczna wynosi +8,3 °C. Duże zróżnicowanie dotyczy termicznych pór roku. Średnie roczne opady atmosferyczne w rejonie Zawady wynoszą 622 mm. Dominują wiatry zachodnie.
| SIMC    | Nazwa      | Rodzaj     |
| ------- | ---------- | ---------- |
| 0494025 | But        | przysiółek |
| 0494019 | Golczowice | przysiółek |
| 0494031 | Mucków     | przysiółek |
| 0494048 | Sysłów     | przysiółek |

## Nazwa
Topograficzny opis Górnego Śląska z 1865 roku notuje wieś pod obecnie stosowaną, polską nazwą Zawada, a także niemiecką Zowade we fragmencie: „Zowade (polnisch Zawada)”. Ze względu na swoje polskie pochodzenie w 1936 nazwa Zowade została zmieniona przez nazistowską administrację III Rzeszy na nową, całkowicie niemiecką nazwę Lichten. W opracowanej w 1971 przez Powiatowy Inspektorat Statystyczny w Prudniku Statystycznej charakterystyce miejscowości w gromadach powiatu prudnickiego, miejscowość została wymieniona pod nazwą Zawada.

## Historia
Ślady pobytu człowieka na terenie obecnej wsi Zawada, potwierdzone badaniami archeologicznymi, sięgają epok kamienia i brązu. Odkryto tu fragment rozległej osady garncarzy ze znaczną ilością odpadów i półfabrykantów naczyń glinianych.

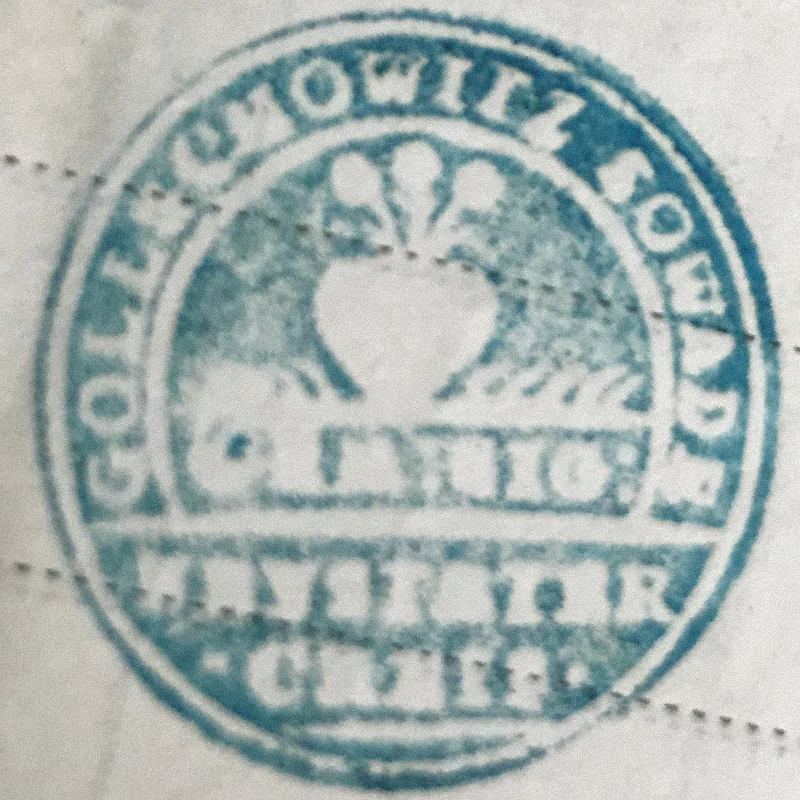
Pieczęć Golczowic i Zawady (1844)

Miejscowość powstała w 1679, pierwotnie jako folwark. Określana także jako wieś zagrodnicza. W 1724 zbudowano w Golczowicach drewniany kościół św. Anny, ufundowany przez Franza Freiherra von Larisch. Do 1742 wieś należała do powiatu sądowego głogóweckiego w Monarchii Habsburgów. Po I wojnie śląskiej znalazła się w granicach Królestwa Prus i weszła w skład powiatu prudnickiego w prowincji Śląsk. Drewniany kościół spłonął w 1764.

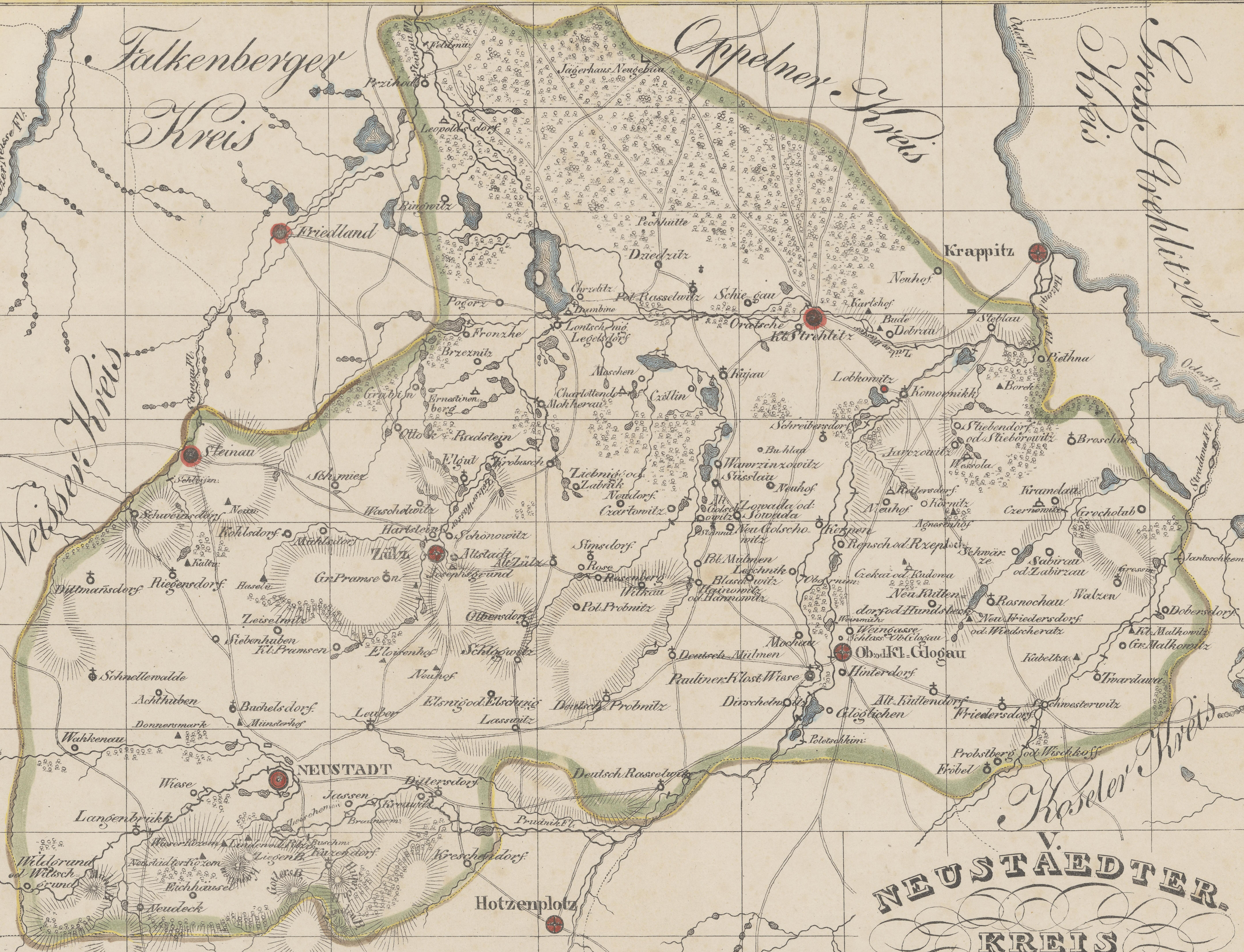
Zawada (Zowada od. Sowada) wśród miejscowości ziemi prudnickiej na mapie z XIX wieku

Golczowice i Zawada posiadały wspólną pieczęć, która przedstawiała w polu trzy kwiaty wyrastające z serca, pod nimi napis GEM: SIG:, a w otoku napis: GOLLSCHOWITZ SOWADE / NEYSTAETER CREIS (pol. Gmina Golczowice, Zawada / Powiat Prudnicki). W 1831 w Zawadzie wybuchła epidemia cholery. Zmarli byli chowani w Golczowicach, na terenie, na którym w latach 1843–1848 wzniesiono nowy kościół św. Anny. Zawada weszła w skład majątku Tiele-Wincklerów w Mosznej na mocy fideikomisu, podpisanego przez Huberta von Tiele-Wincklera w 1892.

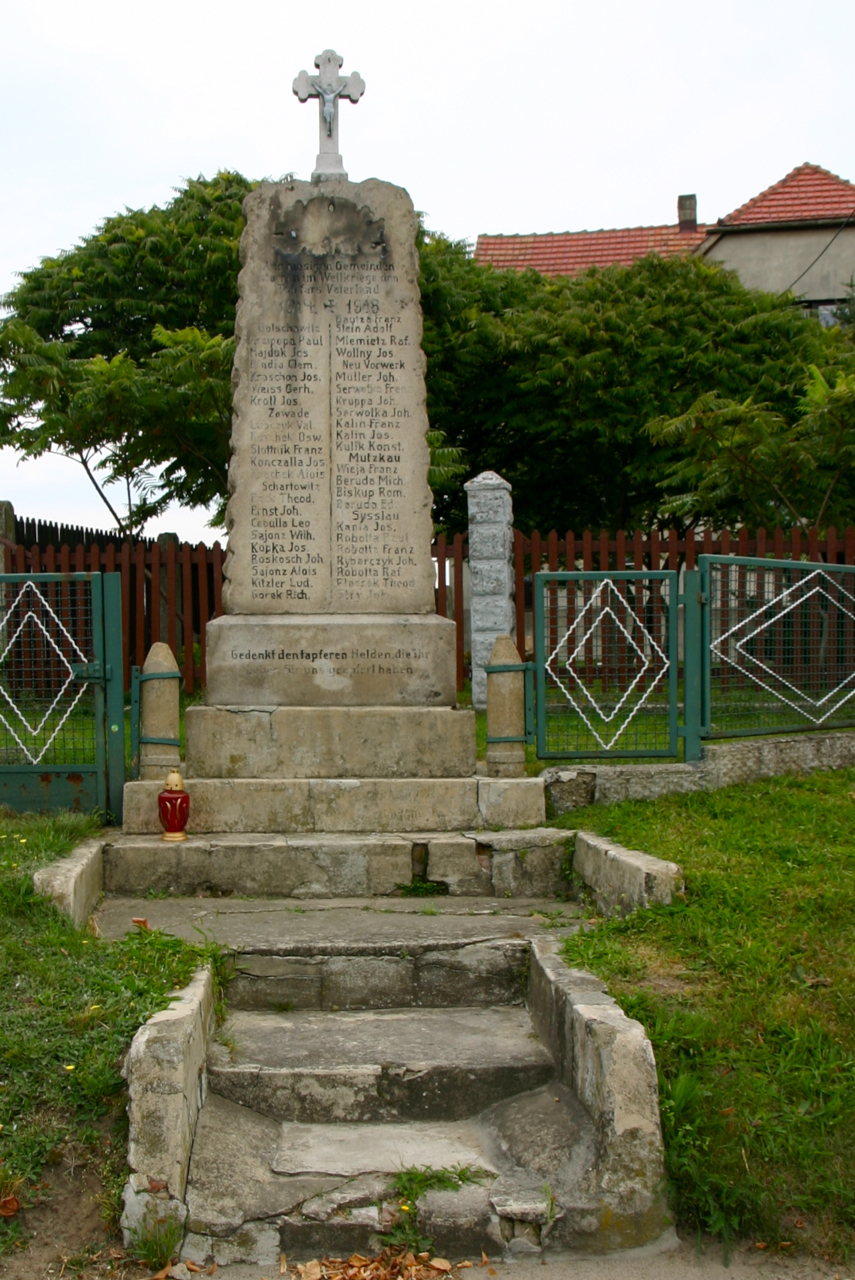
Pomnik poległych w I wojnie światowej w Golczowicach

Według spisu ludności z 1 grudnia 1910, na 948 mieszkańców Zawady 41 posługiwało się językiem niemieckim, 860 językiem polskim, 31 innym językiem, a 16 było dwujęzycznych. W 1921 w zasięgu plebiscytu na Górnym Śląsku znalazła się tylko część powiatu prudnickiego. Zawada znalazła się po stronie wschodniej, w obszarze objętym plebiscytem. Do głosowania uprawnionych było w Zawadzie 567 osób, z czego 356, ok. 62,8%, stanowili mieszkańcy (w tym 347, ok. 61,2% całości, mieszkańcy urodzeni w miejscowości). Oddano 556 głosów (ok. 98,1% uprawnionych), w tym 553 (ok. 99,5%) ważne; za Niemcami głosowało 441 osób (ok. 79,7%), a za Polską 112 osób (ok. 20,3%). W latach 20. XX wieku w Golczowicach powstał pomnik upamiętniający mieszkańców Golczowic, Zawady, Czartowic, Buta, Muckowa i Sysłowa, którzy zginęli podczas I wojny światowej.
Po II wojnie światowej, od marca do maja 1945 powiat prudnicki znajdował się pod kontrolą radzieckiej komendantury wojskowej. 11 maja 1945 polska administracja przejęła władzę cywilną w powiecie prudnickim. Mieszkańcom Zawady, posługującym się dialektem śląskim bądź znającym język polski, pozwolono pozostać we wsi po otrzymaniu polskiego obywatelstwa.
W latach 1945–1950 Zawada należała do województwa śląskiego, a od 1950 do województwa opolskiego. W latach 1945–1954 wieś należała do gminy Gostomia, w latach 1954–1959 do gromady Błażejowice, a w latach 1959–1972 do gromady Mochów. Podlegała urzędowi pocztowemu w Białej.
W latach 60. XX wieku w Zawadzie funkcjonowała szkoła przysposobienia rolniczego. W miejscowości znajdowała się chlewnia Państwowego Ośrodka Hodowli Zarodowej w Głogówku. W 2009 Zawada przystąpiła do Programu Odnowy Wsi Opolskiej.

## Mieszkańcy
Miejscowość zamieszkiwana jest przez mniejszość niemiecką oraz Ślązaków. Mieszkańcy wsi posługują się gwarą prudnicką, będącą odmianą dialektu śląskiego. Należą do podgrupy gwarowej nazywanej Klocołrzy.

### Liczba mieszkańców wsi
- 1871 – 804[35]
- 1885 – 772[36]
- 1905 – 676[37]
- 1910 – 644[38]
- 1933 – 841[39]
- 1939 – 867[39]
- 1966 – 167[40]
- 1998 – 502[41]
- 2002 – 444[41]
- 2009 – 442[41]
- 2011 – 414[41]
- 2013 – 415[42]

## Zabytki
Do wojewódzkiego rejestru zabytków wpisana jest:
- dzwonnica-kaplica, z XVIII w., wypisana z księgi rejestru.

Zgodnie z gminną ewidencją zabytków w Zawadzie chronione są ponadto:
- kościół parafialny pw. św. Anny (Golczowice)
- zespół folwarczny, nr 1
  - spichlerz
- dom mieszkalny nr 7
- dom mieszkalny nr 8

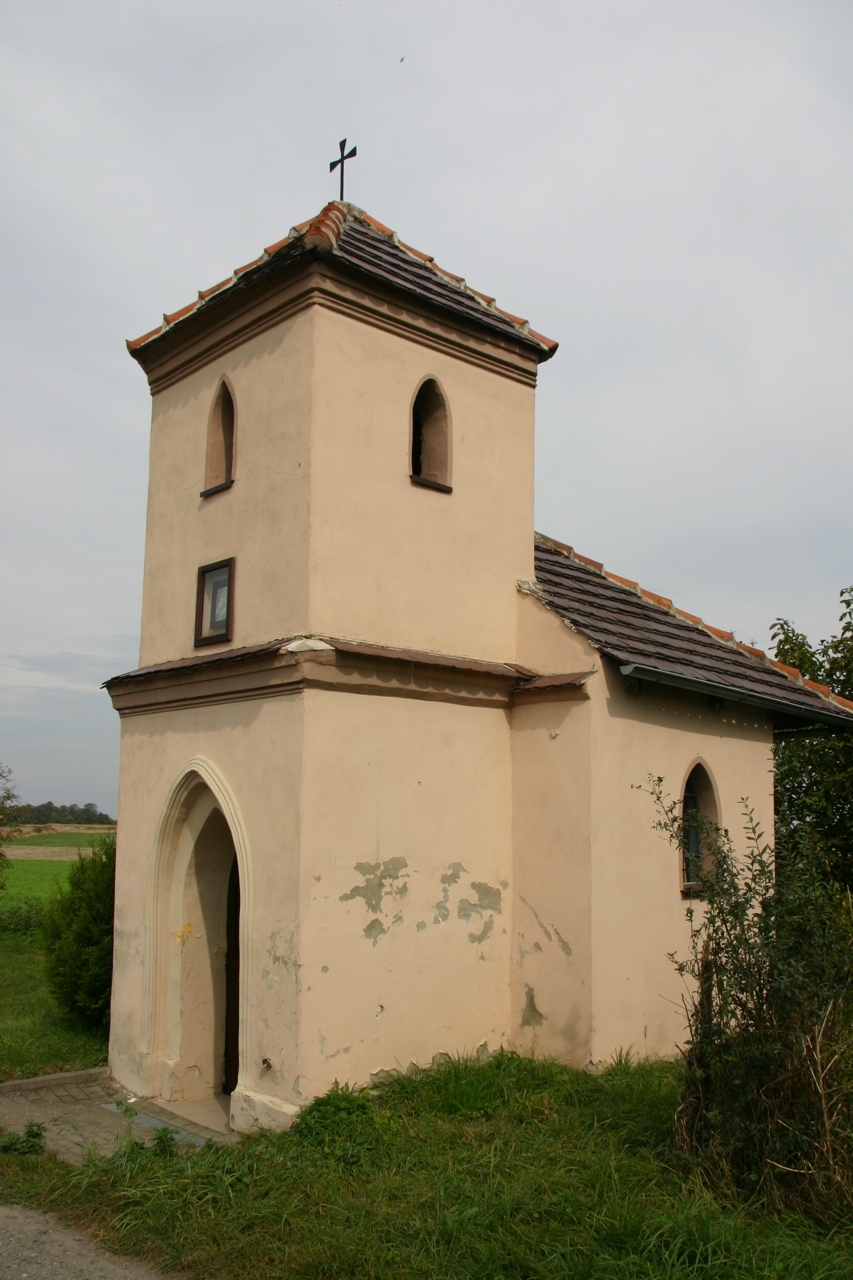
Dzwonnica-kaplica
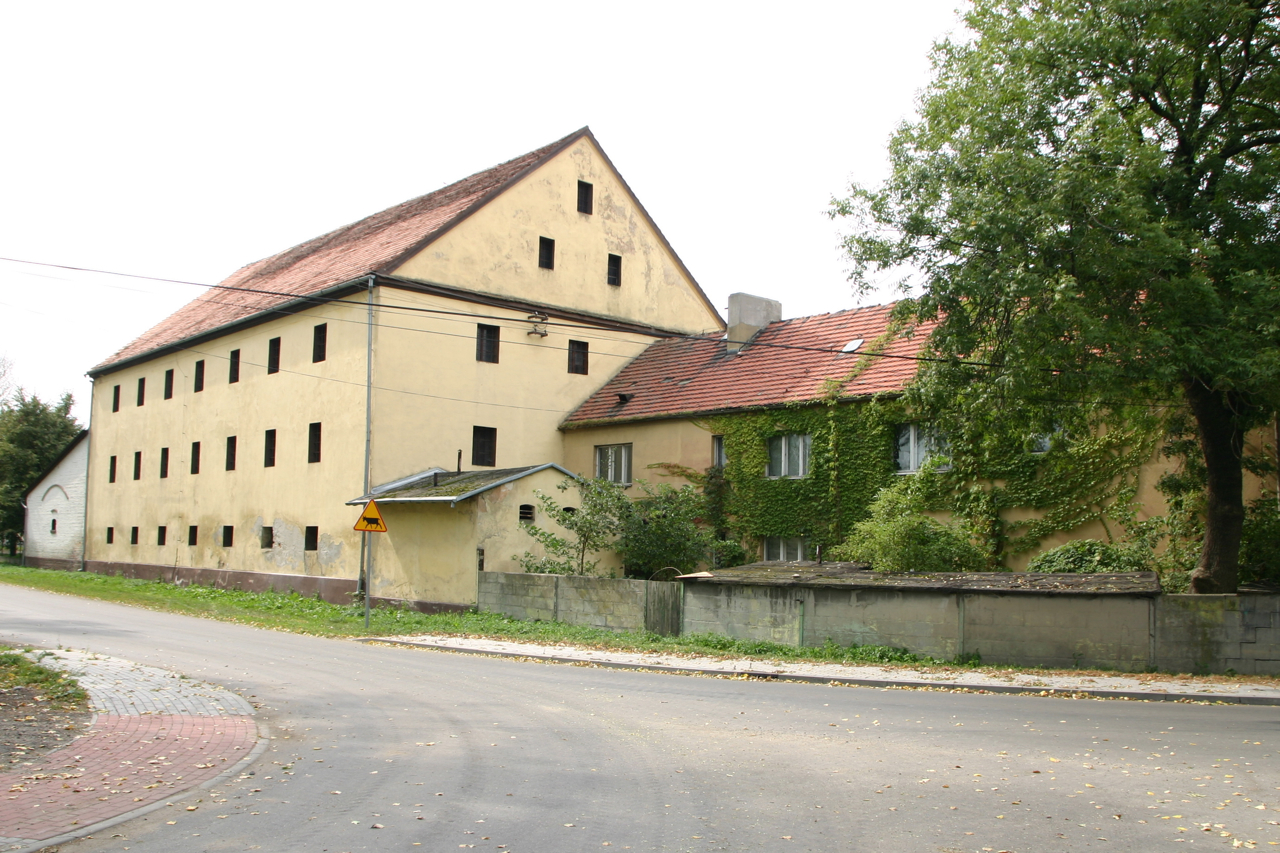
Zespół folwarczny
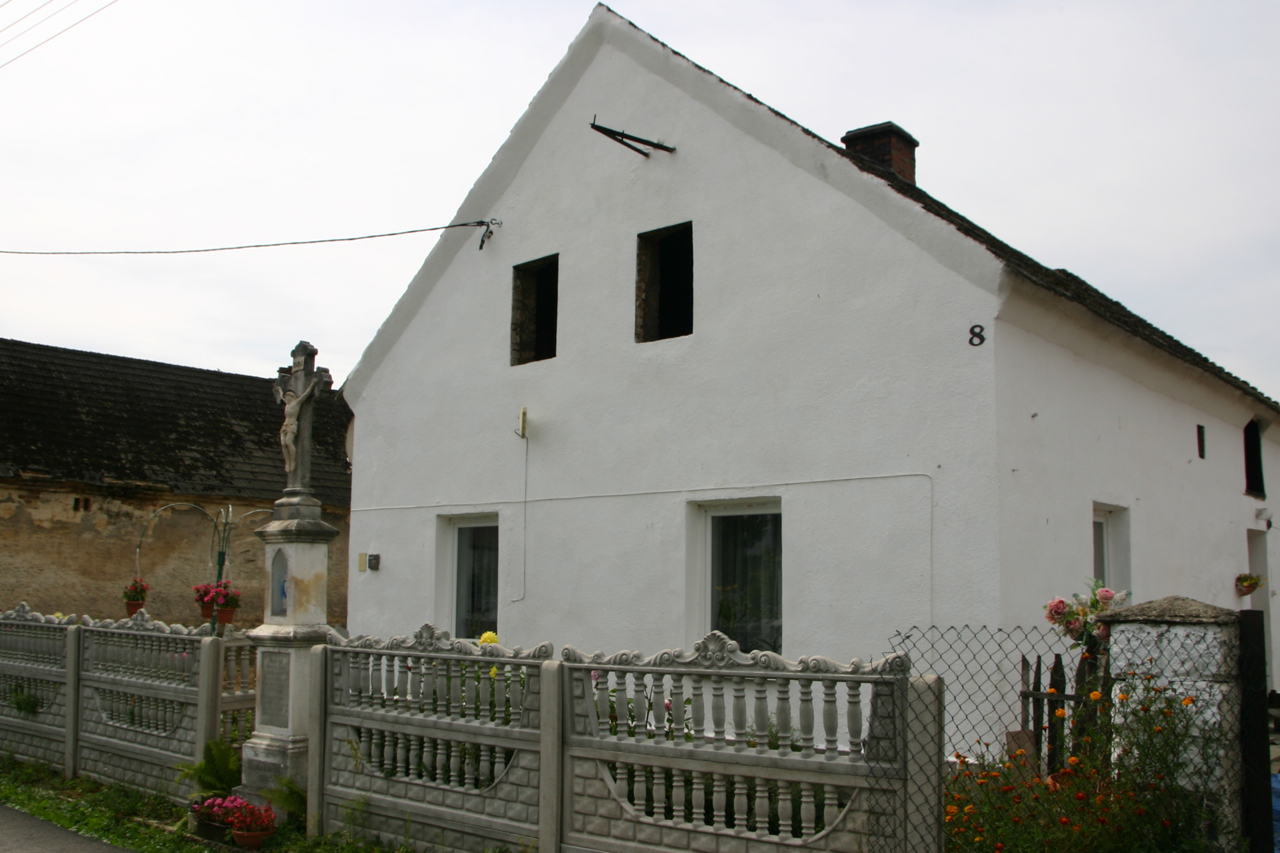
Dom nr 8

## Transport
W zarządzie Wydziału Drogownictwa Starostwa Powiatowego w Prudniku znajdują się drogi powiatowe: nr 1207O relacji Błażejowice Dolne – Zawada – Smolarnia, nr 1255O relacji Zawada – Buława – Pisarzowice, nr 1269O relacji Zawada – Kierpień oraz nr 1281O relacji Żabnik – Nowa Wieś Prudnicka – Czartowice – Golczowice – Zawada.
Zawada posiada połączenia autobusowe z Prudnikiem, Głogówkiem. We wsi znajduje się pięć przystanków autobusowych – „Zawada”, „Golczowice”, „Mucków”, „Sysłów”, „Zawada But”.

## Oświata
W Zawadzie funkcjonuje oddział zamiejscowy Przedszkola Publicznego z jednym oddziałem przedszkolnym, z zajęciami dodatkowymi z rytmiki i języka niemieckiego.

## Religia
Katolicy z Zawady należą do parafii św. Anny w Golczowicach (dekanat Głogówek). We wsi znajduje się kaplica św. Józefa. Przy kościele w Golczowicach znajduje się cmentarz. 21 czerwca 2020 przy kościele i plebanii w Golczowicach otwarto „Dom Świętego Jana Pawła II”, upamiętniający postać papieża Jana Pawła II. Obiekt służy jako miejsce spotkań dla lokalnej społeczności.

## Sport

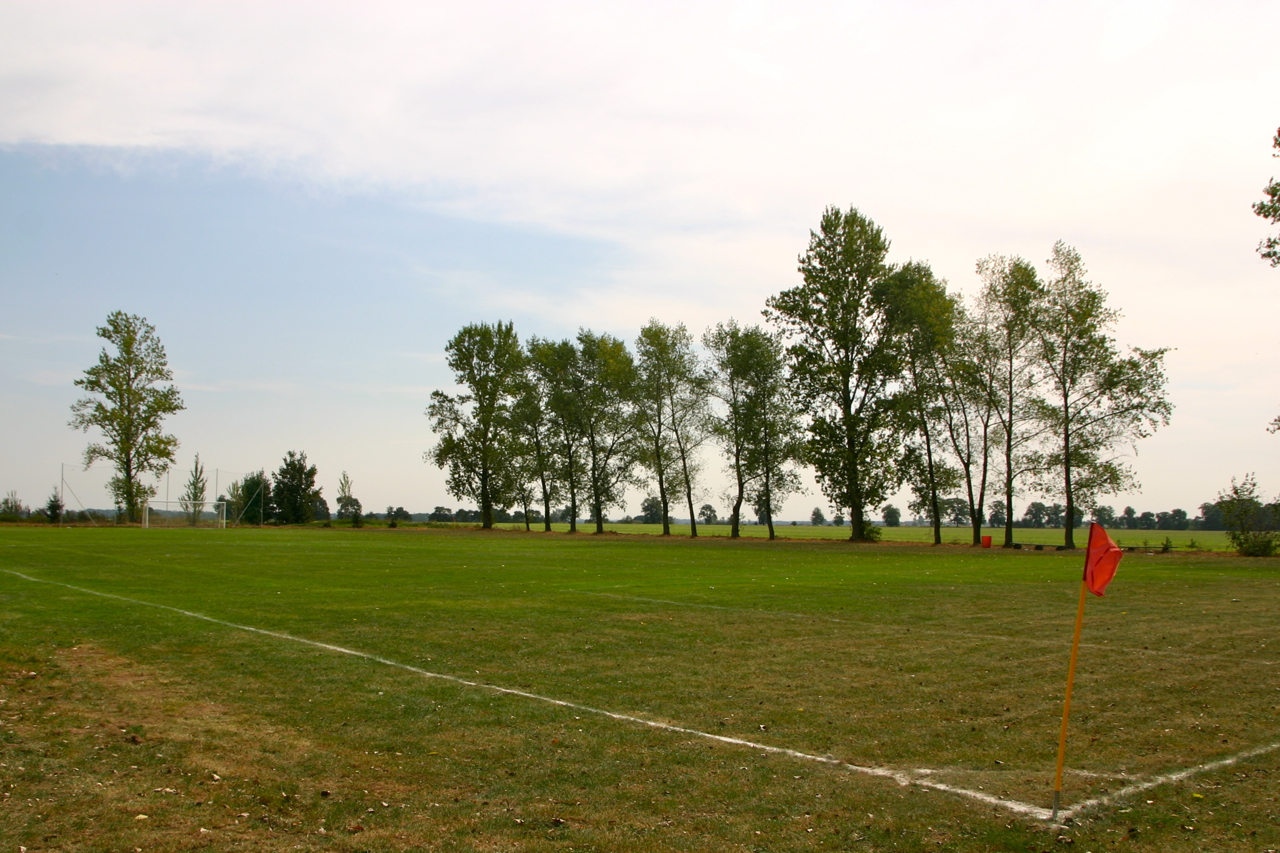
Boisko LZS Zawada

We wsi funkcjonuje klub piłkarski LZS Zawada, który posiada drużynę seniorów. Drużyna trampkarzy zawiesiła działalność. Klub rozgrywa swoje mecze na boisku w Zawadzie. W 2005, z okazji 60. rocznicy istnienia Podokręgu Związku Piłki Nożnej w Prudniku, klub otrzymał pamiątkowy puchar.

## Turystyka
Oddział PTTK „Sudetów Wschodnich” w Prudniku ustanowił turystyczną Odznakę Krajoznawczą Ziemi Prudnickiej, którą zdobywa się poprzez zwiedzenie odpowiedniej liczby obiektów w miejscowościach położonych na ziemi prudnickiej, w tym w Zawadzie.

## Bezpieczeństwo
Miejscowość jest pod opieką dzielnicowego rejonu służbowego nr 12 Komendy Powiatowej Policji w Prudniku (Komisariat Policji w Głogówku).
Teren wsi, jak i całej gminy Głogówek, położony jest w strefie nadgranicznej w związku z czym Straż Graniczna dysponuje, na tym obszarze, specjalnymi kompetencjami w zakresie bezpieczeństwa. Gminę Głogówek obejmuje zasięgiem służbowym placówka Straży Granicznej w Opolu ze Śląskiego Oddziału SG.